# الاتحاد الفرنسي للسباحة
الاتحاد الفرنسي للسباحة (FFN) هو اتحاد فرنسي يشرف على أندية رياضة السباحة، السباحة الحرة والسباحة المتزامنة والغطس وكرة الماء الفرنسية، كما يشرف على تنظيم مسابقات وطنية للأندية الفرنسية.وهو عضو في جامعة الدول الأوروبية للسباحة (LEN) والاتحاد الدولي للسباحة (فينا).